# Bourguignon-lès-Morey
Bourguignon-lès-Morey là một xã thuộc tỉnh Haute-Saône trong vùng Bourgogne-Franche-Comté phía đông nước Pháp.